# Due ragazzi nel sole
Due ragazzi nel sole è il primo album in studio del gruppo musicale italiano Collage, pubblicato nel novembre 1976 dalla Harmony.

## Tracce
1. Due ragazzi nel sole – 3:31
2. A piedi nudi – 2:46 (musica: Marcello Marrocchi, Vittorio Tariciotti)
3. E te ne vai – 3:37 (musica: Marcello Marrocchi, Vittorio Tariciotti)
4. Cento guerrieri – 3:21
5. La notte era alta – 3:18
6. Saprei darti un'anima – 3:31
7. Io non ti venderei – 3:56
8. Lei non sapeva far l'amore – 3:54
9. Se fossi mia – 3:13 (musica: Marcello Marrocchi, Sandro Di Nardo)
10. Ma che faccia da schiaffi – 2:34 (musica: Marcello Marrocchi, Vittorio Tariciotti)